# Web喫茶よずりの
『web喫茶よずりの』（ウェブきっさ よずりの）は、架空の喫茶店を舞台に和み系のトークを展開するインターネットラジオ番組である。パーソナリティはyozuca*とrino、2人でyozurino*というユニットを結成している。

## 概要

### パーソナリティ
- yozurino*

### 放送詳細
- 放送：2004年2月14日 - 2008年3月28日
- スポンサー：ロックンバナナ（ 〜 2004年）ランティス、MellowHead（2005年 〜 ）
- 配信サイト：ロックンバナナHP（ 〜 2004年）ランティスウェブラジオ（2005年 〜 ）
- 配信日：毎週金曜日深夜

### その他
- 2005年4月10日に初台の「The DOORS」にて「サーカス情報局ボルケ〜ノ」との合同公開収録を行なった（第61回放送分）。
- 第100回記念として「裏喫茶よずりの」を配信している（2006年1月14日〜2月11日）。

## ゲスト
- 第29・30回放送(2004年9月4日・9月11日配信)　櫻井優香（ランティスA&R）
- 第31・32回放送(2004年9月18日・9月25日配信)　櫻井優香（オンザランA&R）
- 第54回放送(2005年2月26日配信)　中原麻衣
- 第55回放送(2005年3月5日配信)　橋本みゆき
- 第61回放送(2005年4月16日配信)　らまマン、かゆらゆか
- 第64回放送(2005年5月7日配信)　らまマン
- 第72・73回放送(2005年7月2日・7月9日配信)　橋本みゆき
- 第76回放送(2005年7月30日配信)　bamboo（グリーングリーン3 プロデューサー）
- 第77回放送(2005年8月6日配信)　佐藤裕美
- 第92・93回放送(2005年11月19日・11月26日配信)　meg rock
- 第94回放送(2005年12月3日配信)　影山ヒロノブ
- 第95回放送(2005年12月10日配信) 宮崎羽衣
- 第124回放送(2006年7月1日配信)　ゆうまお
- 第141・142回放送(2006年10月28日・11月4日配信)　ゆうまお、アツミサオリ
- 第149回放送(2006年12月23日配信) 栗林みな実
- 第154回放送(2007年1月27日配信) 美郷あき
- 第162回放送(2007年3月24日配信) アツミサオリ
- 第167・168回放送(2007年4月28日・5月5日配信) 橋本みゆき、美郷あき
- 第170回放送(2007年5月19日配信) Ceui
- 第172回放送(2007年6月2日配信) 佐藤ひろ美
- 第175・176回放送(2007年6月23日．6月30日配信) 橋本みゆき
- 第179回放送(2007年7月21日配信) MOSAIC.WAV
- 第181回放送(2007年8月4日配信) 野川さくら
- 第182回放送(2007年8月11日配信) 美郷あき
- 第183回放送(2007年8月18日配信) marble
- 第192回放送(2007年10月20日配信) 美郷あき
- 第195回放送(2007年11月10日配信) ゆうまお
- 第197回放送(2007年11月24日配信) Snow*（大竹佑季）
- 第198回放送(2007年12月1日配信) YURIA
- 第207回放送(2008年2月2日配信) marble
- 第209回放送(2008年2月16日配信) ゆうまお

## コーナー
- 今週のおすすめ（メールメニュー）
リスナーからのメールを紹介するコーナー。
- 今週のおすすめ（その他のメニュー）
スタッフが用意した物品についてトークするコーナー。

## 主題歌
オープニングテーマはyozuca*、エンディングテーマはCooRieの曲になっている。
オープニングテーマ
- #?〜#? 「神様強い勇気下さい」（『nico.』収録）
- #?〜#? 「Rainbow07」（『サクラキミニエム』c/w）
- #?〜 「shining☆star」（『Ageha』収録）

エンディングテーマ
- #?〜#? 「水玉」（『クロス＊ハート』収録）
- #?〜#? 「恋想モジュレーター」（『優しさは雨のように』c/w）
- #?〜 「君DK」（『旋律のフレア』収録）